# 理查德·坎蒂隆
理查德·坎蒂隆（法語：Richard Cantillon），或譯康梯龍、坎蒂倫，(1680s – May 1734)，愛爾蘭裔法國經濟學家。他著有《商業性質概論》（Essai sur la Nature du Commerce en Général）一書，被英國經濟學者威廉姆·斯坦利·傑文斯評為「政治經濟學的搖籃」。現今研究對坎蒂隆的生平所知甚少，但知道他在很年輕時便已躋身成功的銀行家和商人。他的成就，在很大程度上，是透過他的家庭以及他的早期雇主詹姆斯·布里奇斯公爵，操弄政治與商業關係而來。1710年代晚期至1720年代初期，坎蒂隆投机并参与投資約翰·羅的密西西比公司，並從中獲取極大財富。然而，他為此招來其債務人的反制，對他提出各種訴訟、指控他涉嫌謀劃一場謀殺案，一直到坎蒂隆1734年逝世。
《概论》是坎蒂隆仅存的经济学著作。它是在1730年左右被写成，在很长一段时间里只是以手稿形式广泛传播，直至1755年被正式出版。尽管对重农主义和公平主义思想的早期发展具有重要影响，这部书被大众遗忘了很长时间，直到19世纪后期被傑文斯重新发现。银行家的生涯，尤其是密西西比公司投机泡沫的经历，对坎蒂隆思想形成影响很大。同时他受早期经济学家影响很大，尤其是威廉·配第。
《概论》被认为是历史上第一本对经济学问题进行了完整论述的著作。它的贡献包括：成因与效果的抽象分析方法，货币理论，他提出的企业家是风险承担者的概念，和区域经济学的发展。坎蒂隆的《概论》对政治经济学的早期发展具有重大的影响，包括亞當·斯密、安·杜爾哥、和魁奈的研究。

## 引用
1. ↑  Rothbard 1995, p. 347; Hayek 1991, p. 246; Higgs 1891, p. 290
2. ↑  Higgs 1892, p. 437